# Swedish Chess Computer Association
Swedish Chess Computer Association (SSDF) — Шведская шахматная компьютерная ассоциация (швед. Svenska schackdatorföreningen) является организацией, тестирующей компьютерное программное обеспечение, играя шахматными программами против друг друга. Ведёт свой рейтинг-лист. 
SSDF-лист является одной из немногих статистически значимых мер шахматной силы программ, особенно в сравнении с турнирами, поскольку включает в себя результаты тысяч игр, играемых на стандартных аппаратных средствах при обычном контроле времени. Список сообщает не только об абсолютной оценке, но также о процентах выигрышей и количестве учтенных игр. Рейтинг SSDF является независимым от всех национальных или международных рейтинговых систем, таких как ФИДЕ, поэтому компьютерные оценки могут только использоваться для относительного сравнения между собой.
Текущая (на март 2010 г.) платформа SSDF основана на Intel Core 2 Quad 6600 + 2.4 GHz и 64-битной операционной системой.
В июне 2006 года в листе появилась шахматная программа Rybka, впервые превысившая отметку в 2900 пунктов.
4 августа 2009 года в рейтинг-листе SSDF на 1 месте находилась программа Deep Rybka 3 x64 2GB Q6600 2,4 GHz с оценкой в 3224 пункта. На 2 месте находилась программа Naum 4 x64 2GB Q6600 2,4 GHz с оценкой 3134 пункта. На 3 месте находилась Zappa Mexico II x64 2GB Q6600 2,4 GHz с оценкой 3073 пункта.

## Рейтинг-лист ежегодных победителей
- 1984: Novag Super Constellation 6502 4 MHz (1631)
- 1985: Mephisto Amsterdam  68000 12 MHz (1827)
- 1986: Mephisto Amsterdam 68000 12 MHz (1827)
- 1987: Mephisto Dallas 68020 14 MHz (1923)
- 1988: Mephisto MM 4 Turbo Kit 6502 16 MHz (1993)
- 1989: Mephisto Portorose 68020 12 MHz (2027)
- 1990: Mephisto Portorose 68030 36 MHz (2138)
- 1991: Mephisto Vancouver 68030 36 MHz (2127)
- 1992: Chess Machine 30 MHz Schröder 3.0 (2174)
- 1993: Mephisto Genius 2.0 486/50-66 MHz (2235)
- 1995: MChess Pro 5.0 Pentium 90 MHz (2306)
- 1996: REBEL 8.0 Pentium 90 MHz (2337)
- 1997: HIARCS 6.0 49MB P200 MMX (2418)
- 1998: Fritz 5.0 PB29% 67MB P200 MMX (2460)
- 1999: Chess Tiger 12.0 DOS 128MB K6-2 450 MHz (2594)
- 2000: Fritz 6.0 128MB K6-2 450 MHz (2607)
- 2001: Chess Tiger 14.0 CB 256MB Athlon 1200 (2709)
- 2002: Deep Fritz 7.0 256MB Athlon 1200 MHz (2759)
- 2003: Shredder 7.04 UCI 256MB Athlon 1200 MHz (2791)
- 2004: Shredder 8.0 CB 256MB Athlon 1200 MHz (2800)
- 2005: Shredder 9.0 UCI 256MB Athlon 1200 MHz (2808)
- 2006: Rybka 1.2 256MB Athlon 1200 MHz (2902)
- 2007: Rybka 2.3.1 Arena 256MB Athlon 1200 MHz (2935)
- 2008: Deep Rybka 3 2GB Q6600 2.4 GHz (3238)